# Kuurne-Bruxelles-Kuurne 2011
La Kuurne-Bruxelles-Kuurne 2011, sessantacinquesima edizione della corsa, valida come prova dell'UCI Europe Tour 2011, fu disputata il 27 febbraio 2011 per un percorso di 193 km. Fu vinta dall'australiano Chris Sutton, al traguardo in 4h39'39".
Dei 196 ciclisti alla partenza di Kuurne furono in 122 a portare a termine il percorso.

## Squadre partecipanti
| N.      | Cod. | Squadra                            |
| ------- | ---- | ---------------------------------- |
| 1-8     | VCD  | Vacansoleil-DCM                    |
| 11-18   | QST  | Quickstep Cycling Team             |
| 21-28   | OLO  | Omega Pharma-Lotto                 |
| 31-38   | KAT  | Katusha Team                       |
| 41-48   | RAB  | Rabobank Cycling Team              |
| 51-58   | GRM  | Team Garmin-Cervélo                |
| 61-68   | THR  | HTC-Highroad                       |
| 71-78   | LEO  | Team Leopard-Trek                  |
| 81-88   | BMC  | BMC Racing Team                    |
| 91-98   | ALM  | AG2R La Mondiale                   |
| 101-108 | SKY  | Sky Procycling                     |
| 111-118 | WBC  | Wallonie Bruxelles-Crédit Agricole |
| 121-128 | FDJ  | FDJ                                |

| N.      | Cod. | Squadra                      |
| ------- | ---- | ---------------------------- |
| 131-138 | VWA  | Veranda's Willems-Accent     |
| 141-148 | CMD  | Colba-Mercury                |
| 151-158 | ASA  | Acqua & Sapone               |
| 161-168 | SAU  | Saur-Sojasun                 |
| 171-178 | TSV  | Topsport Vlaanderen-Mercator |
| 181-188 | BSC  | Bretagne-Schuller            |
| 191-198 | COF  | Cofidis, le Crédit en Ligne  |
| 201-208 | SKS  | Skil-Shimano                 |
| 211-218 | LAN  | Landbouwkrediet              |
| 221-228 | EUC  | Team Europcar                |
| 231-238 | SKT  | An Post-Sean Kelly Team      |
| 241-248 | QCT  | Donckers Koffie-Jelly Belly  |

## Ordine d'arrivo (Top 10)
| Pos. | Corridore            | Squadra        | Tempo    |
| ---- | -------------------- | -------------- | -------- |
| 1    | Chris Sutton         | Sky            | 4h42'00" |
| 2    | Jaŭhen Hutarovič     | FDJ            | s.t.     |
| 3    | André Greipel        | Omega Pharma   | s.t.     |
| 4    | Tyler Farrar         | Garmin         | s.t.     |
| 5    | Jonas Vangenechten   | Wallonie Brux. | s.t.     |
| 6    | Sébastien Chavanel   | Europcar       | s.t.     |
| 7    | Anthony Ravard       | AG2R La Mond.  | s.t.     |
| 8    | Edvald Boasson Hagen | Sky            | s.t.     |
| 9    | Adrien Petit         | Cofidis        | s.t.     |
| 10   | Kristof Goddaert     | AG2R La Mond.  | s.t.     |